# Pseudotorymus
Pseudotorymus is een geslacht van vliesvleugeligen uit de familie Torymidae. De wetenschappelijke naam van dit geslacht is voor het eerst geldig gepubliceerd in 1921 door Masi.

## Soorten
Het geslacht Pseudotorymus omvat de volgende soorten:
- Pseudotorymus acythopeusi (Risbec, 1951)
- Pseudotorymus africanus (Crosby, 1909)
- Pseudotorymus amethystinus Steffan, 1962
- Pseudotorymus amuthae Narendran, 1994
- Pseudotorymus annamalaicus Narendran, 2006
- Pseudotorymus arvernicus (Walker, 1833)
- Pseudotorymus australis (Risbec, 1956)
- Pseudotorymus bollinensis Askew, 2002
- Pseudotorymus brevicaudis Erdös, 1955
- Pseudotorymus capreae (Walker, 1833)
- Pseudotorymus carinatus Xiao & Zhao, 2007
- Pseudotorymus cupreus Erdös, 1955
- Pseudotorymus ephedrae Narendran & Prabha Sharma, 2006
- Pseudotorymus euphorbiae Zerova & Seryogina, 1999
- Pseudotorymus frontinus (Walker, 1851)
- Pseudotorymus gallaephila (Risbec, 1951)
- Pseudotorymus grisselli Narendran & Girish Kumar, 2006
- Pseudotorymus harithavarnus Narendran, 1994
- Pseudotorymus hirsuticornis Szelényi, 1973
- Pseudotorymus ignisplendens Szelényi, 1973
- Pseudotorymus indicus (Mani, 1942)
- Pseudotorymus krygeri Hoffmeyer, 1931
- Pseudotorymus lazulellus (Ashmead, 1890)
- Pseudotorymus leguminosae (Risbec, 1951)
- Pseudotorymus leguminus Ruschka, 1923
- Pseudotorymus medicaginis (Mayr, 1874)
- Pseudotorymus mesembryanthemumi (Cameron, 1904)
- Pseudotorymus metallicus (Risbec, 1957)
- Pseudotorymus militaris (Boheman, 1834)
- Pseudotorymus napi (Amerling & Kirchner, 1860)
- Pseudotorymus nephthys (Walker, 1848)
- Pseudotorymus pannonicus (Mayr, 1874)
- Pseudotorymus papaveris (Thomson, 1876)
- Pseudotorymus pulchellus Masi, 1929
- Pseudotorymus regalis Askew, 2006
- Pseudotorymus reticulatus Szelényi, 1973
- Pseudotorymus rosarum (Zerova & Seregina, 1992)
- Pseudotorymus salemensis Narendran, 1994
- Pseudotorymus salicinus Erdös, 1955
- Pseudotorymus salicis Ruschka, 1923
- Pseudotorymus salviae Ruschka, 1923
- Pseudotorymus sanguinalis Erdös, 1957
- Pseudotorymus sapphyrinus (Fonscolombe, 1832)
- Pseudotorymus semicarinatus Erdös, 1955
- Pseudotorymus stachidis (Mayr, 1874)
- Pseudotorymus tarsatus (Nees, 1834)
- Pseudotorymus unidentatus (Szelényi, 1973)
- Pseudotorymus verbasci Erdös, 1955
- Pseudotorymus vittiger Ruschka, 1923